# Lamotte-Beuvron
Lamotte-Beuvron é uma comuna francesa na região administrativa do Centro, no departamento Loir-et-Cher. Estende-se por uma área de 23,34 km². Em 2010 a comuna tinha 4 749 habitantes (densidade: 203,5 hab./km²).